# Milton Casco
Milton Óscar Casco (María Grande, 1988. április 11. –) argentin labdarúgó, a Newell’s Old Boys hátvédje.